# スパイスジェット
スパイスジェット (SpiceJet) は、インドのハリヤーナー州グルグラムに本社を置くインドの格安航空会社である。2025年5月現在、インド国内線旅客数で4番目の規模を誇る。

## 歴史
- 2004年、1984年から1996年まで運航していたモディルフト（英語版）をインドの実業家が買収し、スパイスジェットとして運航を再開することを発表[2]。
- 2005年、ボーイング737-800型機2機をリース導入し、さらに、10機発注した[3]。
- 2005年5月24日、デリー-ムンバイ間で運航を開始。当初は国内線のみを運航していた[4]。
- 2010年6月、インドのメディア界の大御所カラ二ディ・マラン（英語版）が、スパイスジェットの株式37.7%を取得した[5][6]。
- 2010年7月、27億米ドルで、ボーイング737MAX-8型機30機を発注。
- 2010年12月、4億4,600万米ドルで、デ・ハビランド・カナダ DHC-8型機15機を発注した[7]。
- 2010年10月、カトマンズ、コロンボに就航し、国際線に進出した。
- 2018年9月、貨物を扱う子会社として、SpiceXpressを設立。
- 2019年9月、貨物子会社のSpiceXpressがボーイング737-800BCF（貨物改造機）を受領した[8]。
- 2019年、運航停止したジェットエアウェイズの30機以上の航空機を引き取った[9][10]。

## 保有機材
機材の一部には経営破綻した元ジェットエアウェイズの機体で、尾翼のロゴが消され、会社名のみ塗り替えられたものも存在する。
| 機材                | 保有数 | 発注済 | 座席数 | 特記                     |
| ------------------- | ------ | ------ | ------ | ------------------------ |
| ボーイング737-700   | 3      | —      | 貨物   |                          |
| ボーイング737-700   | 5      | —      | 149    |                          |
| ボーイング737-800   | 7      | —      | 189    |                          |
| ボーイング737-800   | 3      | —      | 186    |                          |
| ボーイング737-900ER | 3      | —      | 212    |                          |
| ボーイング737 MAX 8 | 7      | 193    | 189    |                          |
| エアバスA340-300    | 2      |        | 324    | レジェンド航空のリース機 |
| 合計                | 54     | 193    |        |                          |

### 過去の保有機材
| 機種         | 合計導入数 | 運航期間       | 席数 |                                                     |
| ------------ | ---------- | -------------- | ---- | --------------------------------------------------- |
| エアバスA319 | 1          | 2015/7-2016/6  |      | BHエアからリース導入。                              |
| エアバスA320 | 2          | 2024/3-2025/1  | 180  | スカイアンコール航空から2機リースして運航していた。 |
| エアバスA321 | 1          | 2020/10-2021/5 |      | ハイフライマルタからリース。プレイターとして使用。  |

## 就航路線
| ムンバイ、ベンガルール、コルカタ、 デリー、チェンナイなどを中心に、35空港107路線に就航。 |            |
| 国際線                                                                                   |            |
| タイ                                                                                     | バンコク   |
| ネパール                                                                                 | カトマンズ |
| サウジアラビア                                                                           | ジェッダ   |
| アラブ首長国連邦                                                                         | ドバイ     |